# Albertine Sarrazin
Albertine Sarrazin (Argel, 17 de septiembre de 1937 - Montpellier, 10 de julio de 1967) fue una escritora relevante en la literatura francesa.

## Biografía
Su padre, médico militar destinado en Argel (capital de la entonces colonia francesa de Argelia) dejó embarazada a una criada española, y la obligó a ceder a la niña a la Asistencia Pública, recibió el nombre de Albertine Damien. Posteriormente la adoptó, sin revelar su parentesco ni a su hija ni a su esposa.
Tras la jubilación del médico la familia regresa a Francia y se instala en Aix-en-Provence. Se crio en un ambiente educacional rígido en el seno de una familia burguesa. Un acontecimiento trágico marcó su vida: fue violada a los diez años. De carácter difícil y poco disciplinado fue internada en un reformatorío de Marsella, El Buen Pastor, en el que tenían la costumbre de rebautizar a las internas: ella sería Annick, un apodo que conservaría toda su vida.
El carácter rebelde de su juventud perduró el resto de su existencia que estuvo marcada por su relación con la delincuencia, la prostitución y las fugas de las cárceles. Recuerda su peripecia vital a la de Jean Genet: personas marcadas por una infancia y adolescencia desgraciada que viven al margen de las normas.
Al terminar el Bachillerato se fugó a París. Allí se encuentra con una compañera del reformatorio, llevando una existencia desordenada. Las dos chicas son detenidas y condenadas y Albertine, después de una estancia en Fresnes, es transferida a la prisión escuela de Doullens, de la que se fugó el 19 de abril de 1957, saltando un muro, y rompiéndose el astrágalo. Un paseante la ayuda y la cura: es Julien Sarrazin, con quien se casó dos años más tarde. Encerrada de nuevo, Albertine escribe dos novelas, La fuga y El Astrágalo, que tienen un enorme éxito. Libres y famosos, Albertine y Julien no fueron felices mucho tiempo: Albertine murió en Montpellier a los treinta años, en una mesa de operaciones, con una muerte plagada de errores médicos, unida al deterioro producido por el alcohol.
La lectura de El astrágalo, sirvió de inspiración a Henri Charriere "Papillon" para escribir sus memorias carcelarias, sus fugas y horrores vividos en diferentes prisiones durante 30 años, entre 1931 y 1961.

## Obras
Dejó escritas tres novelas, y varios artículos.
Su obra más importante es El astrágalo, novela en la que cuenta su experiencia carcelaria (el astrágalo es un hueso del pie que Albertine se fracturó al saltar, cuando huía de la prisión y que la dejó coja para siempre).
- El astrágalo (L'Astragale) (1965)[3]
- La fuga (1968) (La Cavale)[4] (adaptada al cine por Michel Mitrani en 1971)[5]
- El atajo (La Traversière) (1966)
- Poemas (1969)
- Cartas a Julien (Lettres à Julien) (1971)
- Lettres de la vie littéraire
- La Crèche
- Diarios de prisión (Le Times, journal de prison) (1976)
- Biftons de prison
- Journal de Fresnes